# Морално лудило
Морално лудило се односи на врсту менталног поремећаја који се састоји од абнормалних емоција и понашања у очигледном одсуству интелектуалног оштећења, делузија или халуцинација. Била је прихваћена дијагноза у Европи и Америци током друге половине деветнаестог века. Лекар Џејмс Каулз Причард је први искористио ову фразу да опише овај поремећај 1835. године у својој „Расправи о лудилу и другим поремећајима који утичу на ум.” Он је дефинисао морално лудило као: „лудило које се састоји у морбидној перверзији природних осећања, привржености, наклоности, темперамента, навика, моралних диспозиција и природних импулса, без икаквог конкретног поремећаја или недостатка интереса или сазнајних и образовних способности, а нарочито без илузија или халуцинација.”
Концепт моралног лудила формиран је захваљујући раду лекара Филипа Пинела, који је признао Причард. Пинел је описао менталне болести само делимично фокусирајући се на афективно лудило. Његов концепт Manie sans délire (лат. mania sine delirio; фр. folie raisonnante or folie lucide raisonnante, monomanie affective) се односио на лудило без делузија. Термин „морално”, у то време преузет из француског, могао би се пре односити на емоционални аспект а не на етички.

## Дијагностичке шеме
Термин „морално лудило” раније су користили Томас Арнолд и Беџамин Раш, позивајући се на оно што су видели као резултат лудила - поремећај или изопаченост емоција или смисла за морал. Међутим, ова употреба је имала мало везе са Причардовом дијагностичком дефиницијом термина као једне врсте лудила. 
Причард је дефинисао лудило као „хроничну болест, манифестовану одступањима од здравог и природног стања ума”. Он је затим предложио четири широке категорије. Морално лудило је обухватало поремећаје за које се чинило да произилазе из осећања и навика човека, а не из његовог интелекта. Остале три категорије укључивале су повећан степен интелектуалне абнормалности: делимично растројство које је било ограничено на одређени ток мисли; хиперманија, и на крају, раздвајање било каквих веза између идеја, које се називају неусклађеност или деменција. Причард спомиње Пинела као првог у психијатрији који јасно разликује лудило без делеријума, за разлику од Локеа и његовог широко прихваћеног аксиома да лудило увек проистиче из неисправних интелектуалних веза или погрешних перцепција. Међутим, Пинелов концепт је био усредсређен на помаму страсти, нарочито када је у питању бес и насиље. За Причарда, типични синдром је био облик екстремне ексцентричности, а касније се позвао на Пинелов тип као лудило инстинкта. 
Причард је био припадник онога што је било познато као психологија способности, која је покушала да подели ум на различите функције, али не и френологије која је покушала да их лоцира испод одређених делова лобање. На њега је утицала и школа мисли која је повезана са лекаром Насе, који је говорио о поремећају емоција или темперамента уместо интелекта.
Причард је такође проучавао комплексну категоризовану шему коју је развио Хеинро, закључивши да би се низ поремећаја у различитим поделама те шеме једноставније објединио под насловом „морално лудило”. Он је предложио да се категорија такође може назвати „парапатија”, или алтернативно „патоманија” по аналогији са мономанијом. Каснији термин је уведен од стране лекара Ескурола, који је наследио Пинела, и тај термин се односи на облик лудила где постоји фиксација или неумереност али у само једном подручју. Такође га је широко користио Етиен-Жан Георге. Било је теоретизовано да је проузрокована поделом способности ума. Причард је сматрао своју прву категорију интелектуалног (уместо моралног) лудила еквивалентану мономанији. То је значило да се симптоми моралне лудости могу повећати, што доводи до опште дегенерације све до мономаније. Ескирол, с друге стране, сматра да морално лудило представља једноставну форму мономаније. 

## Контекст
Савремено неразумевање појма произилази из двоструког значења речи „морално” у деветнаестом веку. Према Ердману Мулеру у свеобухватној расправи о моралном лудилу из 1899. године: „Реч морално у концепту морално лудило произилази из речи афективно у терминологији Ескирола, а превод морала као врлог или етичког је резултат неспоразума због двоструког значење речи.” 
Према Пинелу, manie sans délire (манија без илузије) није имала никакве везе са моралним способностима. Морално лудило је било облик менталног поремећаја у којем су интелектуалне способности биле непромењене, али су емоције оштећене, што је подразумевало да су пацијенати обузети неком врстом бесног инстинкта (instincte fureur).
Исто тако, термин „морални третман” се односио на скуп психосоцијалних техника, и није неопходно дефинисан као етичка пракса. Под Пинеловим вођством, пацијенти су ослобођени ланаца и окова. Причард је користио мешавину технике моралног третмана, као и традиционалне медицинске третмане крварења, чишћења, повраћања итд.
Причард је гледао на поремећај и у терминима афекта али и морала. Као религиозни и конзервативни човек, он је у неком суморном стању говорио о паду морала и религије и повећању себичности. Неки су то приписали друштвено-економском развоју везаном за индустријализацију или капитализам. Причард је то схватио као питање људске свести и идентитета; на њега су утицале и теорије да природне људске емоције могу постати неуравнотежене у условима цивилизације далеко од природе. Међутим, он је такође повезао морално лудило са деградацијом префињенијих емоција, за које је сматрао да су пре свега повезане са вишом класом, тако да је особа и даље знала да разликује добро од погрешног, али није могла да се понаша „са пристојношћу и поштењем у пословном животу”. Причарда је такође бринуо развој френологије, која је покушала да повеже аспекте ума и личности са одређеним подручијима мозга, које су проценили величином удубљења у лобањи.
Касније је Модсли говорио о моралном лудилу као знаку лоше моралне воље или моралног смисла. Данијел Х. Тук је тврдио да, иако се чини да то проистиче из емоција, често заправо до тога долази због слабљења „виших центара” воље и он је на тај начин предложио ново име „инхибиторно лудило”. Морално лудило и мономанија представљени су у викторијанским романима и филмовима тог времена.

## Импликације
Коначно, концепт моралног лудила није променио ортодоксну правну одбрану лудила која је захтевала јасно присуство обмане, како је то утврђено у МекНотен правилима 1842. године, а који се још увек користе данас.  Морално лудило је све више схваћено као облик генетски наслеђене дегенерације, и на крају 19. и 20. века повезано са идејама моралне имбецилности и недостатка, као и са антикризним моралним хигијенски покретом.
Неколико аутора изразило је опрез због тога што је дијагностичка категорија моралне лудости била непосредна претеча психопатског поремећаја. Међутим историчар Витлок је истакао: „не постоји ни најситнија сличност између њихових примера (Пинелових и Причардових) и онога што би данас било класификовано као психопатска личност.”  Причардово „морално лудило” је био општи термин за поремећаје понашања чија је једина заједничка карактеристика била одсуство заблуда: није сродна са савременом дијагностичком категоријом антисоцијалног поремећаја личности. Међутим, Витлок је предложио да се дијагноза постепено мења у моралну имбецилију на крају века, а која се претвара у нешто попут тренутног концепта психопатије.
Психијатар Кох је настојао да концепт моралног лудила учини научнијим и предложио је 1891. године да се користи израз „психопатска инфериорност” (касније личност). Ово се односило на континуиране и ригидне образце неправилног понашања или дисфункције у одсуству очигледне менталне ретардације или болести. Дијагноза је заправо имплицирала урођени поремећај и одсуство моралне процене, иако ју је Кох описивао као дубоко укорењену у хришћанској вери.
Средином 20. века терминологија „психопатског” се специфично повезала са агресивном и антисоцијалном особом. Психоаналитичари су почели да користе општији концепт поремећаја карактера, а психијатрија је касније усвојила постојећу терминологију поремећаја личности.